# Sixtus Josef Parzinger

Bischofswappen von Sixtus Parzinger

Sixtus Josef Parzinger OFMCap, spanisch: Sixto José Parzinger Foidl, (* 21. Dezember 1931 in St. Johann in Tirol, Österreich, mit dem bürgerlichen Namen Josef Parzinger; † 25. Februar 2023 in Lanco, Chile) war ein österreichischer Ordensgeistlicher und römisch-katholischer Bischof von Villarrica in Chile.

## Leben
Josef Parzinger wurde als Sohn des Bauern Johann Parzinger und dessen Ehefrau Elise Parzinger, geb. Foidl in St. Johann in Tirol geboren. Später ließ sich die Familie in Waging am See nieder. Er besuchte die Spätberufenenschule der Kapuziner in Dillingen an der Donau. Nachdem er am Humanistischen Gymnasium Dillingen das Abitur erlangt hatte, trat am 21. August 1954 in Laufen der Ordensgemeinschaft der Kapuziner bei, legte dort am 22. August 1955 die einfache und am 22. August 1958 in Eichstätt die feierliche Profess ab. Parzinger studierte Philosophie und Katholische Theologie am Hausstudium seiner Ordensgemeinschaft. Am 29. Juni 1960 empfing er in Freising durch den Erzbischof von München und Freising, Joseph Kardinal Wendel, das Sakrament der Priesterweihe.
Parzinger wirkte von 1960 bis 1963 als Wallfahrtsseelsorger im Kapuzinerkloster Altötting und von 1963 bis 1964 in der Organisation der Missionsarbeit der Kapuziner in Eichstätt. Nachdem er 1964 in Spanien einen Sprachkurs absolviert hatte, wurde er 1965 als Missionar nach Chile entsandt. Dort wirkte er als Pfarrvikar in Padre Las Casas (1965–1966) und in Boroa bei Nueva Imperial (1967–1969). Zudem fungierte er als geistlicher Begleiter der Gemeinschaft Katechetinnen von Boroa. Ab 1970 war Parzinger Pfarrer und Dechant in Padre Las Casas.
Papst Paul VI. ernannte ihn am 17. Dezember 1977 zum Apostolischen Vikar von Araucanía in Chile und zum Titularbischof von Gaguari. Die Amtseinführung fand am 5. Februar des folgenden Jahres statt. Einen Monat später, am 5. März 1978, spendete ihm der Kardinalpräfekt der Kongregation für die Evangelisierung der Völker, Agnelo Rossi, in der Kathedrale Sagrado Corazón in Villarrica die Bischofsweihe. Mitkonsekratoren waren der Bischof von Temuco, Sergio Otoniel Contreras Navia, und der Bischof von Osorno, Francisco Maximiano Valdés Subercaseaux OFMCap. Sein Wahlspruch Ad ædificationem fidei („Für den Aufbau des Glaubens“) stammt aus Eph 4,29 . Als Apostolischer Vikar engagierte sich Parzinger besonders in der Evangelisierung der Mapuche sowie in der Förderung von Priesterberufungen und der Ausbildung eines einheimischen Klerus. Außerdem gründete er ein Ausbildungszentrum für Ständige Diakone.
Mit der Erhebung des Apostolischen Vikariats Araucanía zum Bistum Villarrica ernannte ihn Papst Johannes Paul II. am 19. November 2001 zu dessen erstem Diözesanbischof. 2004 wurde auf seine Initiative hin das Priesterseminar San Fidel in Padre Las Casas errichtet.
Am 7. Februar 2009 nahm Papst Benedikt XVI. seinen altersbedingten Rücktritt an. Anschließend lebte Parzinger zuerst in Mariquina und später als Hausgeistlicher bei den Franziskanerinnen vom Göttlichen Herzen Jesu in Purulón. Er starb am 25. Februar 2023 an den Folgen einer Lungenentzündung im Krankenhaus von Lanco.
Bischof Parzinger war ab 1983 Ehrenmitglied der katholischen Studentenverbindung KDStV Cheruscia Würzburg im CV.